# Octarrhena vitellina
Octarrhena vitellina är en orkidéart som först beskrevs av Henry Nicholas Ridley, och fick sitt nu gällande namn av Rudolf Schlechter. Octarrhena vitellina ingår i släktet Octarrhena och familjen orkidéer. Inga underarter finns listade i Catalogue of Life.